# Ipomoea splendor-sylvae
Ipomoea splendor-sylvae är en vindeväxtart som beskrevs av Homer Doliver House. Ipomoea splendor-sylvae ingår i släktet praktvindor, och familjen vindeväxter. Inga underarter finns listade i Catalogue of Life.